# Neodym(III)-nitrat
Neodym(III)-nitrat ist eine chemische Verbindung des Neodyms aus der Gruppe der Nitrate. Es tritt üblicherweise als Hexahydrat auf, welches violette Kristalle mit stechendem Geruch bildet.

## Gewinnung und Darstellung

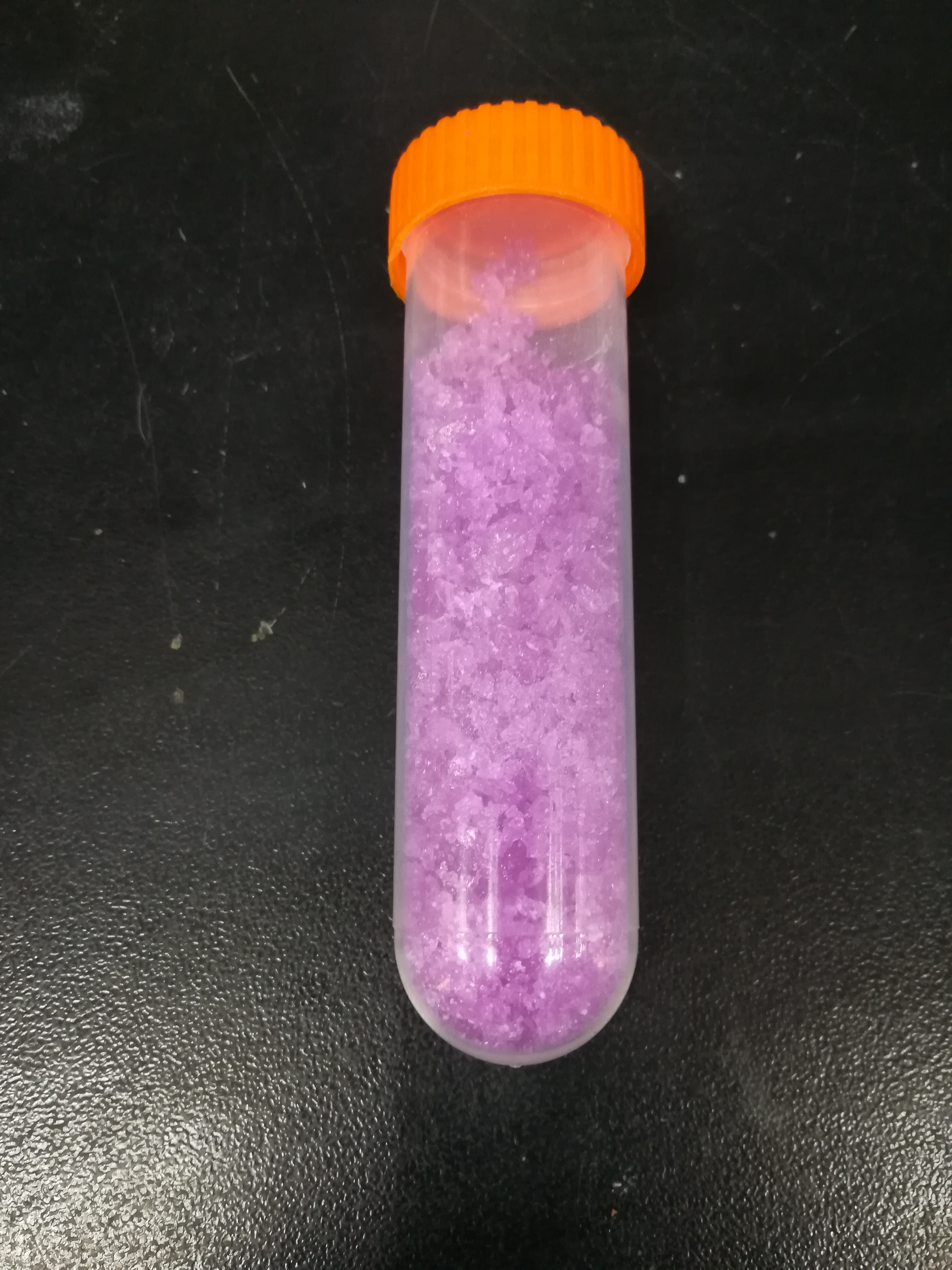
Neodym(III)-nitrat

Neodym(III)-nitrat kann durch das Einwirken von Salpetersäure auf Neodym(III)-carbonat oder andere Neodymsalze schwacher Säuren erhalten werden.

## Eigenschaften
Neodym(III)-nitrat und seine Hydrate sind violette Feststoffe. Typischerweise kristallisiert es als hexahydrat, Nd(NO3)3·6H2O, das exakter als [Nd(NO3)3(H2O)4]·2H2O geschrieben wird. Es kristallisiert in der triklinen Raumgruppe P1 mit folgenden Zellparametern: a = 9.307(1)°, b = 11.747(1)°, c = 6.776(1)°, α = 91.11(1) Å, β = 112.24(1) Å, γ = 109.15(1) Å. Beim Erhitzen auf 390 °C zersetzt sich Neodym(III)-nitrat zu Stickstoffmonoxid und Neodym(III)-oxidnitrat, NdONO3.

## Verwendung
In der pharmazeutischen Chemie dient Neodym(III)-nitrat als Katalysator bei der Friedlaender-Reaktion zur Synthese derivatisierter Chinolone, welche als Antibiotika eingesetzt werden.